# Campionats del món de ciclocròs de 1988
Els Campionats del món de ciclocròs de 1988 foren la 39a edició dels mundials de la modalitat de ciclocròs i es disputaren el 30 i 31 de gener de 1988 a Hägendorf, cantó de Solothurn, Suïssa. Foren tres les proves disputades.

## Resultats
| Prova         | Or                  | Plata              | Bronze         |
| Cursa elit    | Pascal Richard      | Adrie van der Poel | Beat Breu      |
| Cursa amateur | Karel Camrda        | Roger Honegger     | Henrik Djernis |
| Cursa júnior  | Thomas Frischknecht | Maik Müller        | Daniel Rech    |

## Classificacions

### Classificació de la prova elit
| Pos. | Ciclista            | País          | Temps           |
| ---- | ------------------- | ------------- | --------------- |
|      | Pascal Richard      | Suïssa        | 1 h 20 min 27 s |
|      | Adrie van der Poel  | Països Baixos | + 1:40          |
|      | Beat Breu           | Suïssa        | + 1:52          |
| 4    | Albert Zweifel      | Suïssa        | + 4:10          |
| 5    | Christophe Lavainne | França        | + 5:02          |
| 6    | Roland Liboton      | Bèlgica       | + 5:47          |
| 7    | Hans-Ruedi Büchi    | Suïssa        | + 5:47          |
| 8    | Hennie Stamsnijder  | Països Baixos | + 6:32          |
| 9    | Ivan Messelis       | Bèlgica       | + 6:39          |
| 10   | Yvon Madiot         | França        | + 7:59          |

### Classificació de la prova amateur
| Pos. | Ciclista        | País           | Temps           |
| ---- | --------------- | -------------- | --------------- |
|      | Karel Camrda    | Txecoslovàquia | 1 h 01 min 27 s |
|      | Roger Honegger  | Suïssa         | + 0:25          |
|      | Henrik Djernis  | Dinamarca      | + 1:06          |
| 4    | Bruno D'Arsie   | Suïssa         | + 1:32          |
| 5    | Didier Martinez | França         | + 1:33          |
| 6    | Vito Di Tano    | Itàlia         | + 1:34          |
| 7    | Dieter Runkel   | Suïssa         | + 1:35          |
| 8    | Bruno Lebras    | França         | + 3:20          |
| 9    | Timothy Gould   | Regne Unit     | + 3:28          |
| 10   | Eric Vervaet    | Bèlgica        | + 3:56          |

### Classificació de la prova júnior
| Pos. | Ciclista            | País           | Temps       |
| ---- | ------------------- | -------------- | ----------- |
|      | Thomas Frischknecht | Suïssa         | 44 min 13 s |
|      | Maik Müller         | RFA            | + 0:23      |
|      | Daniel Rech         | Txecoslovàquia | + 1:05      |
| 4    | Reto Matt           | RFA            | + 1:21      |
| 5    | Pascal Müller       | Suïssa         | + 1:25      |
| 6    | Martin Obrist       | Suïssa         | + 1:49      |
| 7    | Pedro Roselle       | Bèlgica        | + 2:29      |
| 8    | Ivan Benedetti      | Itàlia         | + 2:32      |
| 9    | David Pagnier       | França         | + 2:42      |
| 10   | Ján Žilovec         | Txecoslovàquia | + 2:43      |

## Medaller
| Pos. | País           | Or | Plata | Bronze | Total |
| 1    | Suïssa         | 2  | 1     | 1      | 4     |
| 2    | Txecoslovàquia | 1  | 0     | 1      | 2     |
| 3    | Països Baixos  | 0  | 1     | 0      | 1     |
| 3    | RFA            | 0  | 1     | 0      | 1     |
| 5    | Dinamarca      | 0  | 0     | 1      | 1     |